# Dicranomyia (Dicranomyia) fulva
Dicranomyia (Dicranomyia) fulva is een tweevleugelige uit de familie steltmuggen (Limoniidae). De soort komt voor in het Nearctisch gebied.